# Best Ogedegbe
Best Ogedegbe (né le 3 septembre 1954 à Lagos au Nigeria britannique et mort le 28 septembre 2009 à Ibadan) est un joueur de football international nigérian, qui évoluait au poste de gardien de but.

## Biographie

### Carrière en sélection
Avec l'équipe du Nigeria, il figure dans le groupe des sélectionnés lors des Coupes d'Afrique des nations de 1980 et de 1982. Son équipe remporte la compétition en 1980.
Il participe également aux Jeux olympiques de 1980. Lors du tournoi olympique organisé en Union soviétique, il joue trois matchs : contre le Koweït, la Tchécoslovaquie et la Colombie.
Il joue enfin 7 matchs comptant pour les tours préliminaires de la coupe du monde 1982.

## Palmarès
| \| Shooting Stars - Championnat du Nigeria (1) : - Champion : 1980. - Coupe du Nigeria (1) : - Vainqueur : 1979. \| \| Abiola Babes - Coupe du Nigeria (1) : - Vainqueur : 1985. \| |  | Nigeria - Coupe d'Afrique des nations (1) : - Vainqueur : 1980 |
| Shooting Stars - Championnat du Nigeria (1) : - Champion : 1980. - Coupe du Nigeria (1) : - Vainqueur : 1979.                                                                       |  | Abiola Babes - Coupe du Nigeria (1) : - Vainqueur : 1985.      |